# Pero contrasta
Pero contrasta là một loài bướm đêm trong họ Geometridae.